# عجاج ماليزيا 2016
تسببت الحرائق منذ منتصف مارس في تغطية جزء من مدينة صباح الماليزية، وخاصة في منطقة الساحل الغربي، بالعجاج.

## الأسباب
تفاقمت الحرائق بسبب آثار ظاهرة النينيو 2014–16. قال وزير الموارد الطبيعية والبيئة وان جنيدي توانكو جعفر إن حرق المزارعين في الهواء الطلق هو السبب الرئيسي للحريق والعجاج. في غضون ذلك، قال ضابط منطقة بوفورت محمد شيد عثمان، إن الحرائق سببها صيادون جشعون أرادوا البحث عن الغزلان بسهولة. وقد تم دعم ذلك من خلال النتائج التي توصل إليها قسم الغابات في صباح. أكد الصندوق الاجتماعي للتنمية أن منفذي الحرائق المتعمدة كانوا وراء حرائق الغابات التي أحرقت محميات غابات ترومادي وبنسلوك، والتي غطت الساحل الغربي في صباح بالعجاج. ومع ذلك، رفضت إدارة الحياة البرية في صباح (SWD) مزاعم مسؤول منطقة بوفورت لأن المناطق بها وجود ضعيف للحيوانات. بينما ألقى وزير السياحة في صباح، ماسيدي مانجون، باللوم أيضًا على الصيادين الجشعين وكذلك بعض المدخنين غير المسؤولين الذين يرغبون في إلقاء سجائرهم في أي مكان.

## تأثيرات

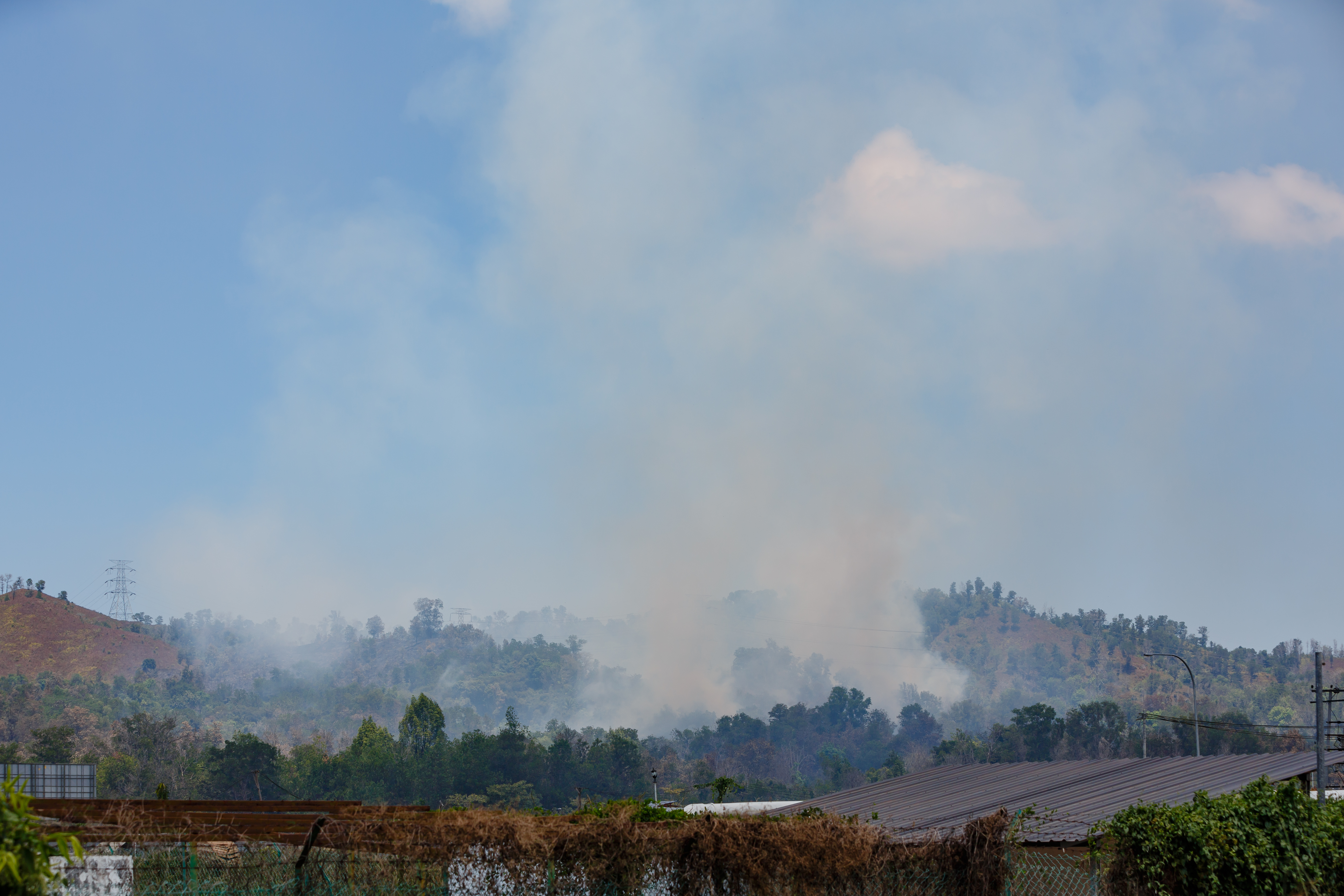
حرائق الغابات في كوتا كينابالو في 15 مارس 2016.

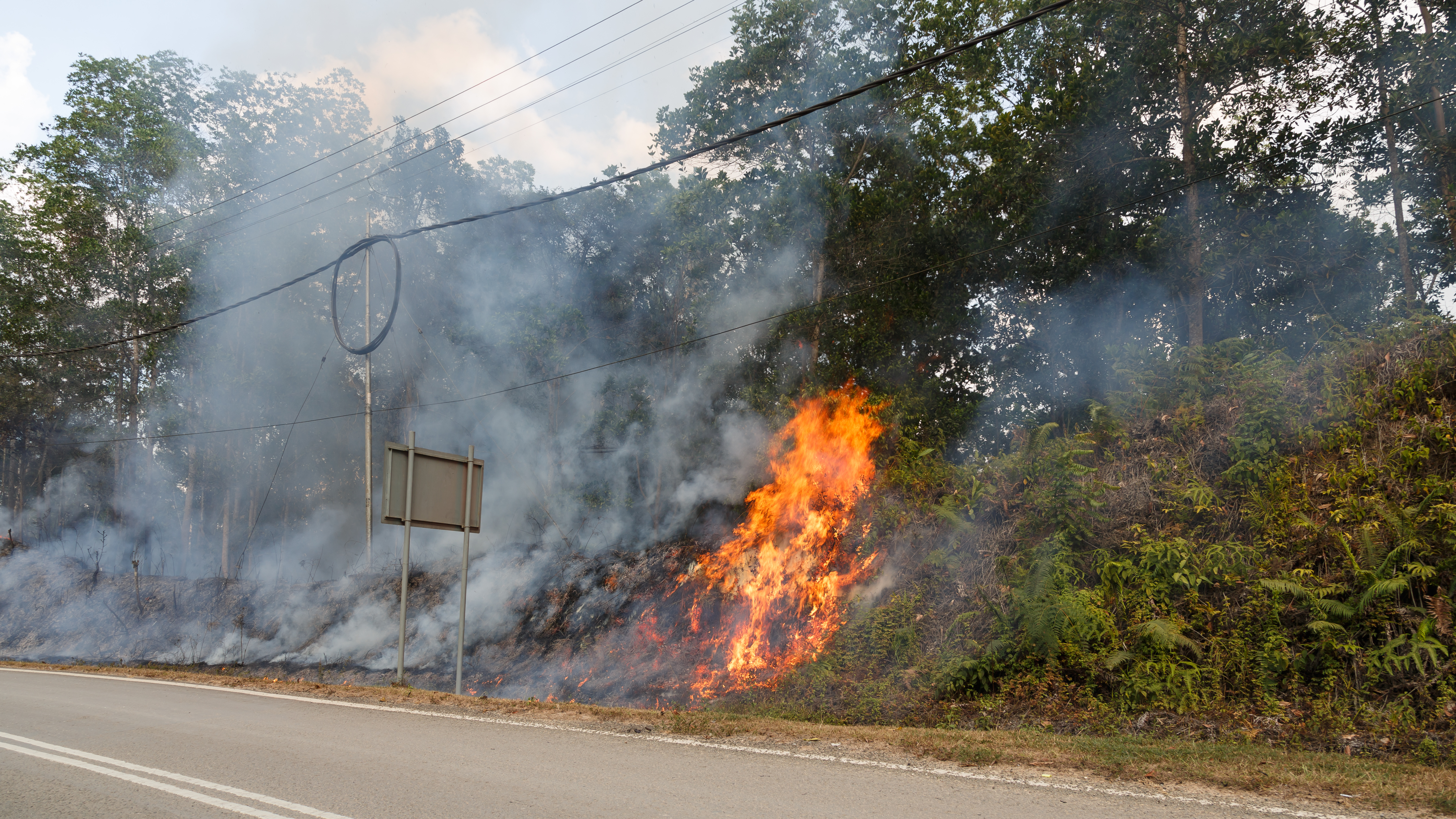
حرائق بجانب طريق في تامبونان في إقليم الداخل في 23 مارس 2016.

أدت حرائق الغابات إلى إغلاق 77 مدرسة في منطقة الساحل الغربي مما أثر على الصحة مع زيادة الأمراض المرتبطة بالجهاز التنفسي. بالإضافة إلى ذلك، تم تدمير 3000 هكتار من محمية غابات بينسولوك وما يقرب من 10000 هكتار من الأراضي النائية في ثماني مقاطعات بما في ذلك كينينغاو، بوفورت وسوك كونها الأكثر تضررًا. بينما دمرت الحرائق في محمية غابة ترومادي حوالي 660 هكتارًا.

## استجابات
وجه رئيس وزراء ولاية صباح، موسى أمان، أي سلطات معنية بالبقاء متيقظة لأي حالة طارئة مع تذكير الجمهور بالتوقف عن القيام بأي حرق في الهواء الطلق من شأنه أن يفاقم الوضع ويحد من أنشطتهم في الهواء الطلق أثناء العجاج. صدرت تعليمات لرجال الإطفاء من فرع صباح وساراواك ولابوان بإدارة الإطفاء والإنقاذ الماليزية لمكافحة الحريق. وبعد رؤية الحالة، قرر رجال الإطفاء استخدام الإطفاء الجوي إلى جانب مكافحته في الأرض باستخدام مصادر المياه القريبة. أدى العجاج أيضًا إلى حث حكومة ولاية صباح على حث وزارة العلوم والتكنولوجيا والابتكار على استمطار السحب حيث استمرت جودة الهواء في التدهور. ردًا على الطلب، بدأت إدارة الأرصاد الجوية الماليزية (MetMalaysia) عملية البذر السحابي في 7 أبريل باستخدام طائرة سلاح الجو الملكي الماليزي (RMAF) التي غادرت من قاعدة لابوان. في 9 أبريل، قال وزير العلوم والتكنولوجيا والابتكار ماديوس تانجو إنه من المتوقع أن يأتي المزيد من الأمطار إلى صباح وأن أي مزيد من الاستمطار السحابي ليس ضروريًا حيث تم تنفيذ عملية البذر السحابي في وقت سابق باستخدام طائرة سلاح الجو الملكي الماليزي ولكنها تمكنت فقط من تسبب في هطول أمطار لمدة 30 دقيقة حيث لم يكن هناك ركام شاهق غير كافٍ. اعتبارًا من 12 أبريل، صرح مدير مكتب صباح الأرصاد الجوية بالإنابة ليم زي هوي أن «معظم المناطق في صباح قد استقبلت الأمطار مع حلول موسم الرياح الموسمية خلال عطلة نهاية الأسبوع».

## ما بعد الكارثة
أعيد فتح جميع المدارس في 6 أبريل. تم انتعاش الحرائق بالكامل في 3 أبريل، واستغرق إخماد رجال الإطفاء ثمانية أيام، بينما اختفى العجاج تمامًا في 13 أبريل. بعد حرائق الغابات، قدم وزير العلوم والتكنولوجيا والابتكار ماديوس تانجو حله بشأن القضايا لمنع تكرارها في المستقبل لأن «الوقاية خير بكثير من العلاج». تقديراً لجميع رجال الإطفاء المشاركين في العملية، الشركة الإعلامية الخاصة الماليزية الرئيسية، قدمت شركة ميديا بريما إجمالي 26000 رينغيت ماليزي مساعدة.